# Răut
Răut, također i Reut (rum. Răut, ukr. i rus. Реут (Reut), Jidiš. רעװעט (Revet)) je rijeka u Moldaviji, desna pritoka Dnjestra. Răut je bila plovna do 18. ili 19. stoljeća, no danas je plovna samo za manje brodove.
Protječe kroz gradove Bălţi, Orhei i Floreşti.

## Vanjske poveznice
|  | Zajednički poslužitelj ima još gradiva o temi Răut |